# Джиникашвили, Ксения Гиаевна
Ксения Гиаевна Джиникашвили (род. 4 августа 1997, Череповец) — российская футболистка, защитник команды «Зенит» и сборной России..

## Биография
Родители из Северной Осетии. С 3 до 6 лет занималась спортивной гимнастикой, а также с 7 по 11 лет ушу. В 11 лет стала заниматься футболом в спортивной школе «Смена». Первый тренер — Титкова Наталья Витальевна.

## Карьера

### Клубная
За «Чертаново» дебютировала в высшей лиге России 2 мая 2015 года в матче против «Звезды-2005», заменив Ксению Лазареву на 40-й минуте матча при счете 0:4, в итоге матч закончился со счетом 0:7. 9 мая 2015 года впервые вышла в стартовом составе в игре против «Рязани-ВДВ» и провела полный матч. В составе «Чертаново» — серебряный призёр чемпионата России 2018 года, финалистка Кубка России 2017 года. Первый гол за основу «Чертаново» забила только 21 июля 2022 года в матче Кубка России против команды «Строгино», а первый гол в рамках Чемпионата России - только 16 сентября 2023 года в ворота команды «Рязань-ВДВ».
В январе 2025 года перешла в «Зенит».

### В сборной
Дебютировала за сборную России до 17 лет 6 августа 2013 в матче отборочного раунда чемпионата Европы среди девушек до 17 лет против Турции (1:0). За сборную России до 19 лет дебютировала 15 сентября 2014 в матче отборочного раунда чемпионата Европы среди девушек до 19 лет против сборной Македонии (4:0), выйдя в стартовом составе и сыграв 49 минут. Всего за сборные младших возрастов сыграла более 30 матчей.
Вызывалась в расширенный состав национальной сборной России, но в официальных матчах не участвовала. Первый официальный матч за основную сборную России провела 26 октября 2024 года против сборной Кении.